# Simone del Pollaiolo

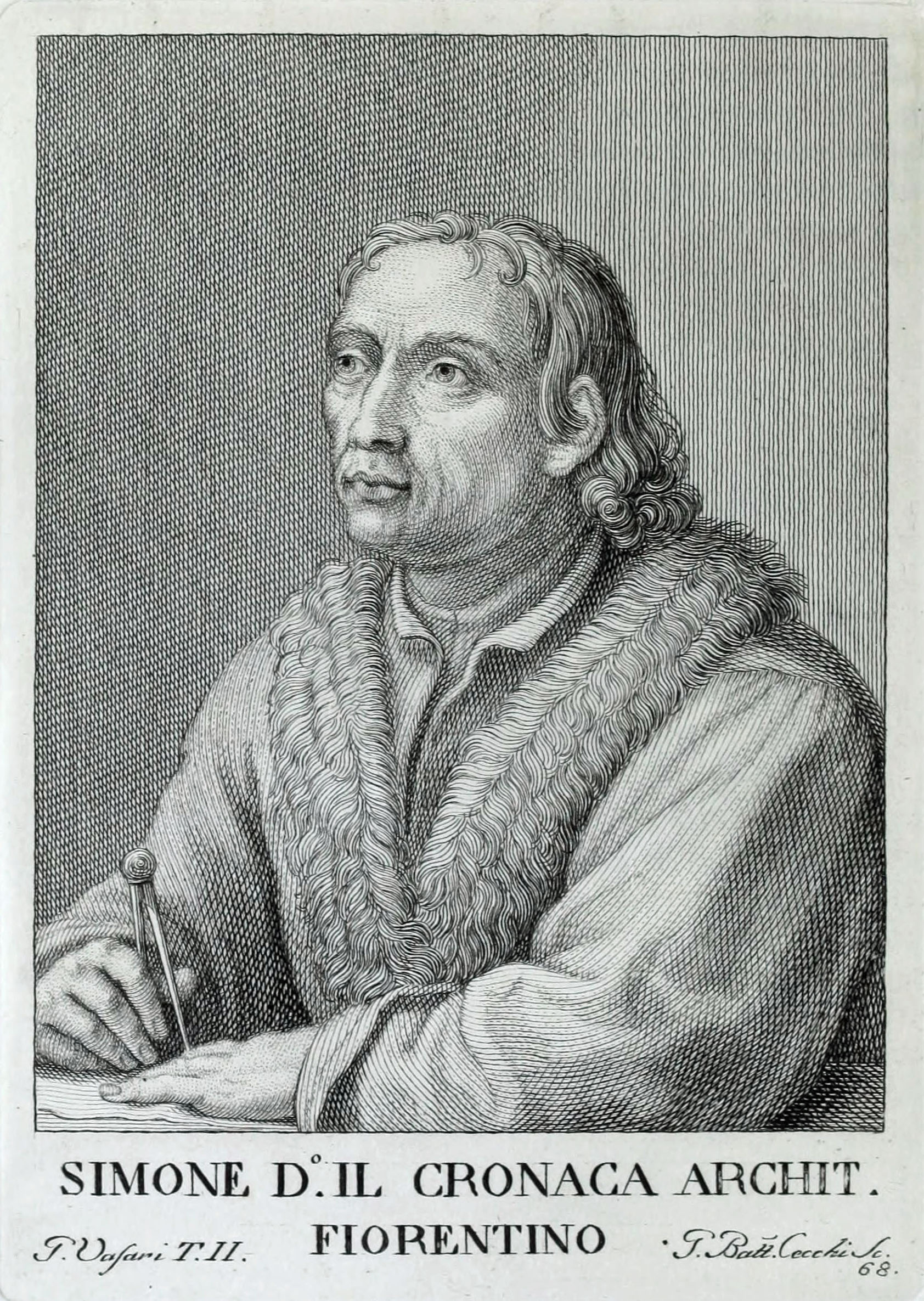
Simone del Pollaiolo

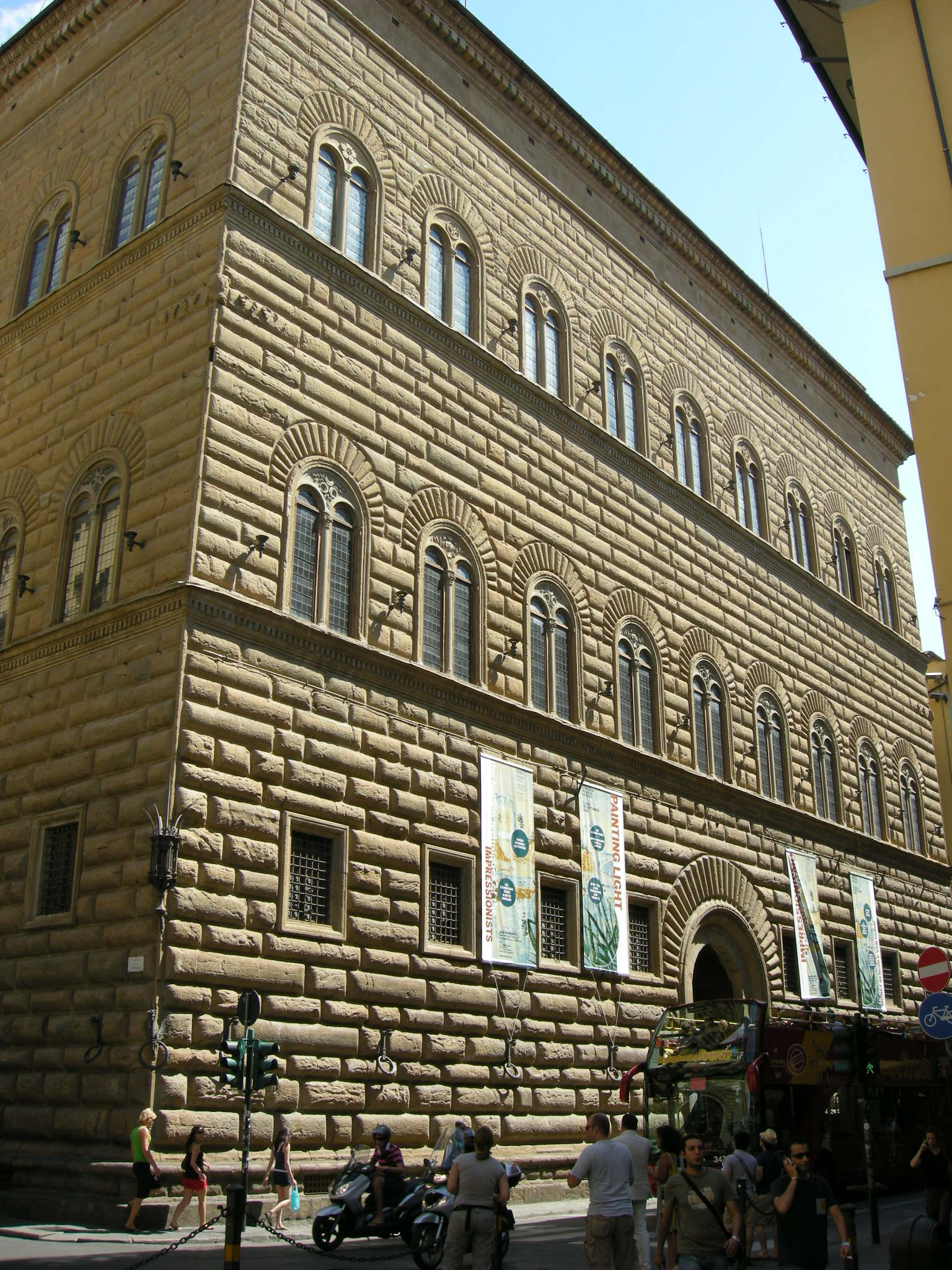
Simone del Pollaiolo var ansvarig för fullbordandet av Palazzo Strozzi i Florens.

Simone del Pollaiolo, även känd som Il Cronaca, född 1457 i Florens, död 1508 i Florens, var en florentinsk arkitekt.
Pollaiolo slöt sig till Filippo Brunelleschis byggnadsstil, studerade antiken i Rom, blev dombyggmästare i Florens och skapade kyrkan San Salvatore al Monte utanför staden. Han blev särskilt känd genom kransgesimsen i Palazzo Strozzi, vars gårdsfasader delvis också är hans verk, liksom sannolikt Palazzo Guadagni, vars tredje våning består av en öppen kolonnhall.